# ユニバーサル・モータウン・リパブリック・グループ
ユニバーサル・モータウン・リパブリック・グループ（Universal Motown Republic Group、UMRG）は、ユニットに割り当てられたレーベルを統括するためにユニバーサル・ミュージック・グループによって1999年に設立された傘下のレーベル。UMRGは、ユニバーサル・レコード、モータウン・レコード、およびリパブリック・レコード（3つのうち最初のレコードは現在は消滅している）を統合して1999年に設立されたが、当時のレーベルが現在の姿となったユニバーサル・モータウン・レコードとユニバーサル・リパブリックに道を譲った。
ユニバーサル・モータウン・リパブリック・グループは、主に主流のポップス、ロック、アーバン・パフォーマーを扱う、北米の3つのユニバーサル・ミュージック・グループ傘下ユニットのうちの1つである。残りの2つは、アイランド・デフ・ジャム・ミュージック・グループとインタースコープ・ゲフィン・A&Mレコード。バリー・ワイスがこの会社の会長兼CEOを務めた。2011年夏、ユニバーサル・モータウン・リパブリック・グループ傘下の組織に変更が加えられた。モータウン・レコードがユニバーサル・モータウン・レコードから分離され（その結果、ユニバーサル・モータウン・レコードは閉鎖され、所属アーティストがモータウン・レコードかユニバーサル・リパブリック・レコードに移籍することになった）、傘下のレーベルと統合。アイランド・デフ・ジャム・ミュージック・グループとなり、また、ユニバーサル・リパブリック・レコードを独立したレーベルとして、ユニバーサル・モータウン・リパブリック・グループを閉鎖した。

## 現在のユニバーサル・モータウン・リパブリック・グループのレーベル

### ユニバーサル・モータウン・レコード
- カサブランカ・レコード（Casablanca Records）
- キャッシュ・マネー・レコード（Cash Money Records）
  - ヤング・マネー・エンターテインメント（Young Money Entertainment）
- SRCレコード（SRC Records）
  - ラウド・レコード（Loud Records）
- ロウディ・レコード（Rowdy Records）
- カスタード・レコード（Custard Records）
- エクスタティック・ピース!（Ecstatic Peace!）
- ダーティ・エンターテインメント（Derrty Entertainment）

### ユニバーサル・リパブリック・レコード
- カサブランカ・レコード（Casablanca Records）
- リパブリック・ナッシュビル（Republic Nashville）
- ネクスト・プラトー・エンターテインメント（Next Plateau Entertainment）
- チャミリタリー・エンターテインメント（Chamillitary Entertainment）
- サージカル・ストライク・レコード（Serjical Strike Records）
- タフ・ゴング（Tuff Gong）
- ブラッシュファイアー・レコード（Brushfire Records）
- ラヴァ・レコード（Lava Records）
- アンタイ（ANTI-）